# Замойский, Стефан
Стефан Замойский (7 сентября 1837, Флоренция — 1 января 1899, Париж) — польский граф и помещик, участник Январского восстания, президент Татранского общества, член Галицкого национального парламента, член палаты господ рейхсрата Австро-Венгрии.

## Биография
В 1854—1855 годах учился в Терезиануме в Вене. Окончил Дублинский университет. После возвращения в Польшу работал писарем в Национальном департаменте (1860—1863). Во время Январского восстания принадлежал к «белой» партии, гражданский начальник в Перемышльском уезде. Летом 1863 года арестован австрийцами и заключен в тюрьму.
Помещик, владелец имения Высоцко Ярославского повета (Бобрувка, Менкиш Старый, Корженица, Ласки, Лазы, Ветлин, Высоцк, Баранув и Клушин). Он отремонтировал и модернизировал свою резиденцию в бывшем дворце Чарторыйских в Высоцке. В своем имении он имел конезавод арабских лошадей. Член и деятель Галицкого фермерского общества, член его Комитета (30 января 1866 — 16 февраля 1868, 24 июня 1878 — 12 июня 1880, 27 июня 1894 — 20 июня 1899). Президент Татранского общества (1893—1899). Соучредитель в 1867, а в 1868—1899 годах президент Общества взаимопомощи частных чиновников в Галиции. Инициатор, а затем в 1873—1899 годах президент Научного общества Николая Коперника во Львове.
Член окружного совета в Ярославе (1867—1872, 1873—1897, 1898—1899). В 1867—1899 годах он был членом окружного отдела в Ярославе, где занимал должности вице-президента (1867—1868, 1872—1873) и президента (1874—1884, 1889—1891). Он также возглавлял комитет по образованию окружного совета в Ярославе (1885—1888).
Консерватор по убеждениям — принадлежал к партии Станчиков. Депутат Национального сейма 3-го срока (20 августа 1870 — 26 апреля 1876), 4-го срока (8 августа 1877 — 21 октября 1882), 5-го срока (15 сентября 1883 — 26 января 1889), 6-го срока (10 октября 1889 — 17 февраля 1894), 7-го срока (28 декабря 1895 — 1 января 1899). Избирался последовательно в III—VI сроки в курию IV (сельские гмины) от избирательного округа № 16 (Ярослав-Сенява-Радымно), а в седьмой срок от курии I (крупное имущество) в избирательном округе № 3 (Перемышль) после его смерти Владислава Краинского. Был активным депутатом, работал в комитетах: в сейме 3-го созыва член голодного комитета (1876); в Сейме 4-го созыва входил в комитет по петициям и комитет по национальной культуре, в сеймах 5-го, 6-го и 7-го созывов был членом комитета по внутреннему хозяйству, с 31 октября 1892 года пожизненный член Палаты господ рейхсрата Австрии. Там он принадлежал к группе правых. Член объединенной делегации на XXIX сессию (25 мая — 19 июня 1893).
Похороны состоялись 1 февраля 1899 года в Высоцке. Похоронен в Замойском склепе церкви Святых Софии и Щепана в Лашках.

## Семья
Он родился в аристократической помещичьей семье, в семье Здислава Яна Замойского (1810—1855), участника Ноябрьского восстания, и Юзефины, урожденной Валицкой (1808—1880). У него было три сестры: Зофия (1839—1930), жена Яна Дзержислава Тарновского (1835—1894), Мария (1841—1922), жена князя Яна Тадеуша Любомирского (1826—1908) и Ванда (1846—1922), жена Станислава Грохольского (1835—1907).
24 августа 1870 года в Кшешовицах он женился на графине Софии Потоцкой (78 ноября 1851 — 29 января 1927), дочери Адама Юзефа Потоцкого (1822—1872) и Катарины Браницкой (1825—1907). У супругов было шестеро детей:
- Адам Здислав Замойский (30 сентября 1872 — 9 июля 1933), женат на Рогнеде Стецкой (1885—1922)
- Владислав Здислав Замойский (19 декабря 1873 — 12 июля 1944), женат на Марии Менжинской (1876—1956)
- Зигмунт Замойская (26 апреля 1875 — 19 сентября 1931), женат на Ванде Марии Эмилии Красинской (1874—1950)
- Софья Замойский (1880—1913), жена польского историка Эмануэля Свейковского (1874—1909)
- Катажина Замойская (1883—1958), жена графа Ежи Баворовского (1870—1933)
- Ванда Замойская (1892—1965), жена Иеронима Тарновского (1884—1945)[13]

## Галерея

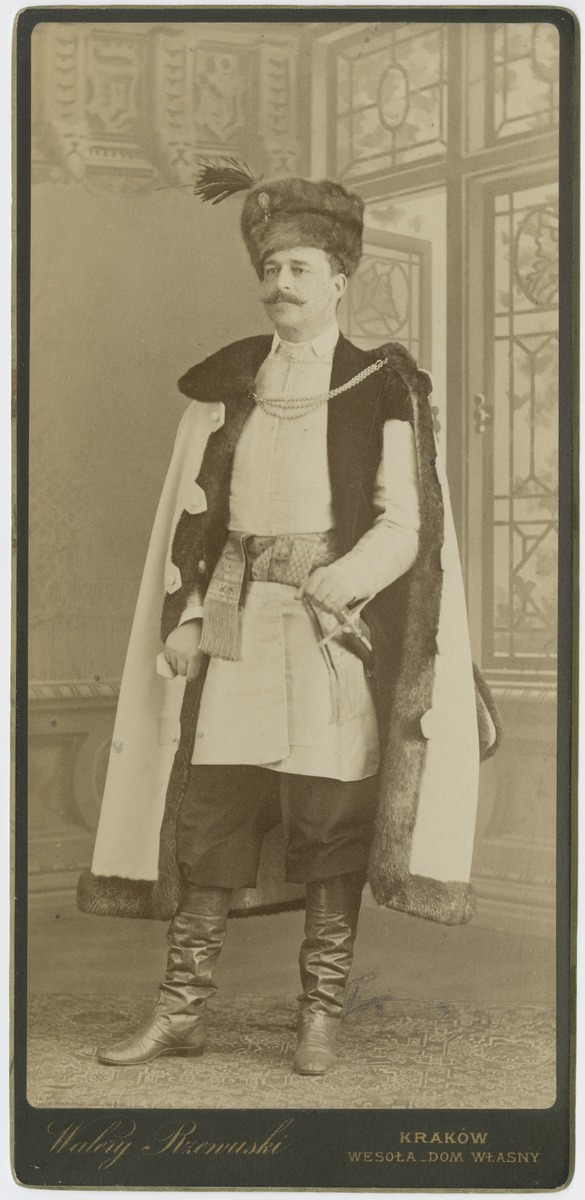
Стефан Замойский в польском костюме - фото Валерия Ржевуского, 1884 г.
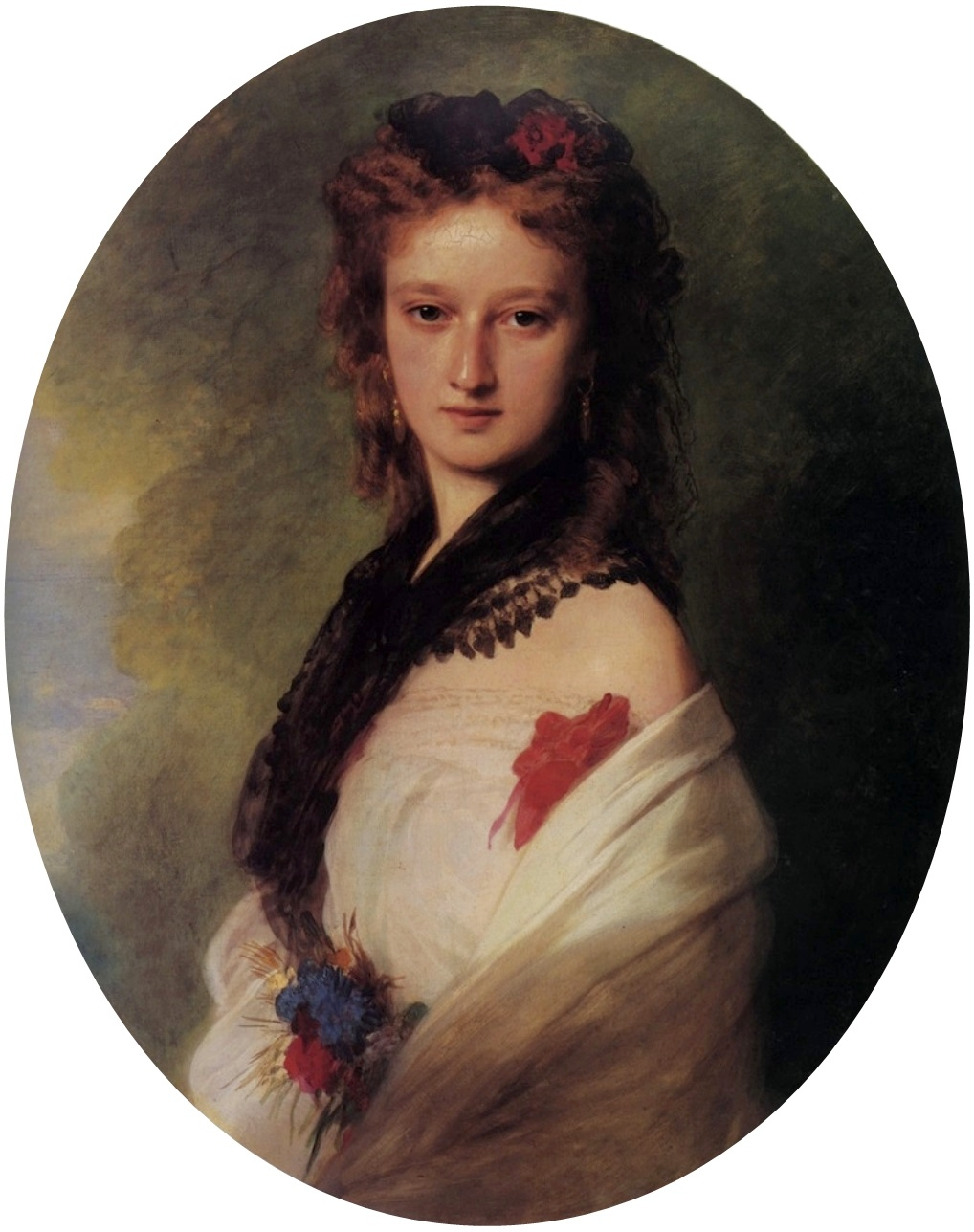
София Потоцкая, жена графа Стефана Замойская
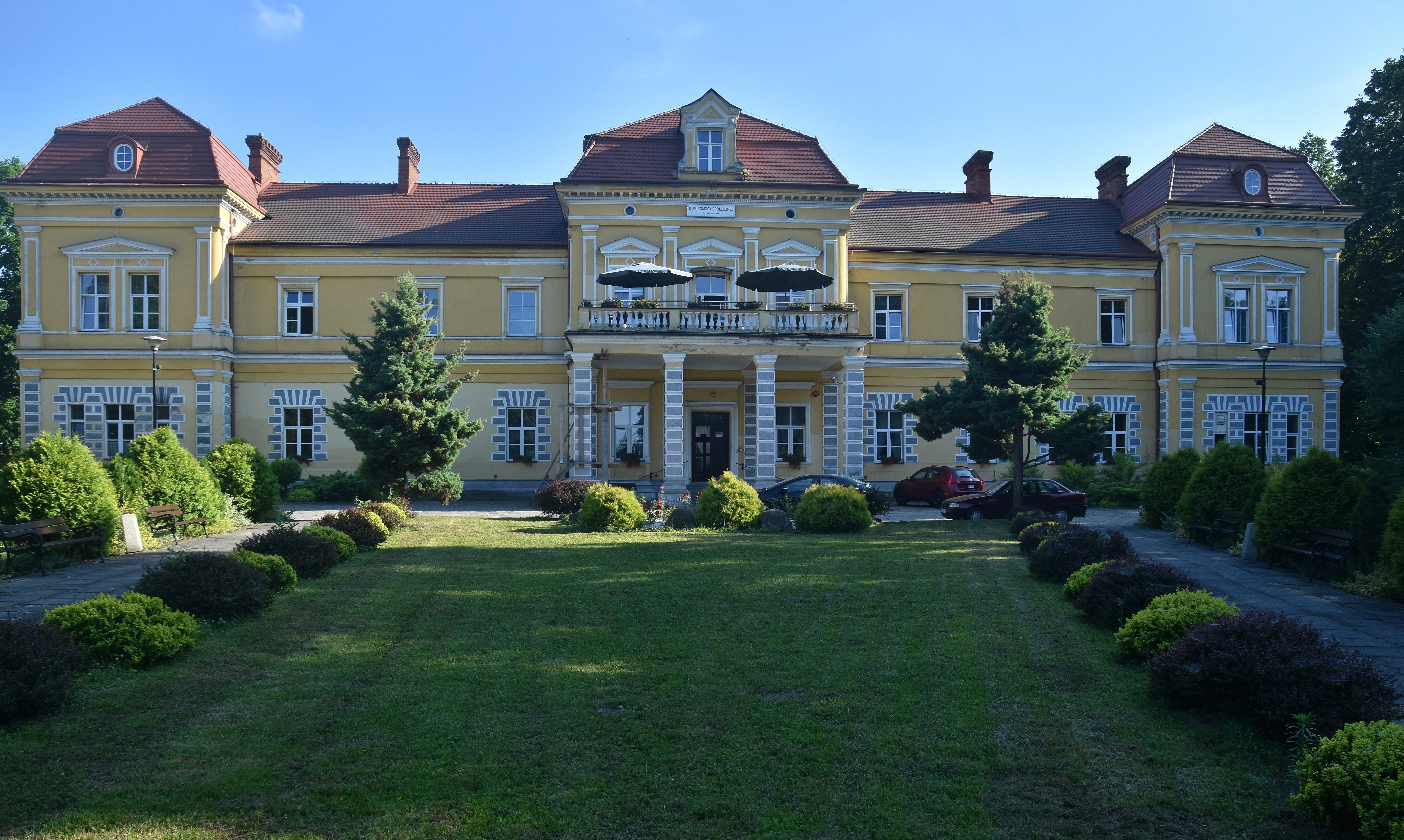
Высоцко - фасад Дворца Замойских
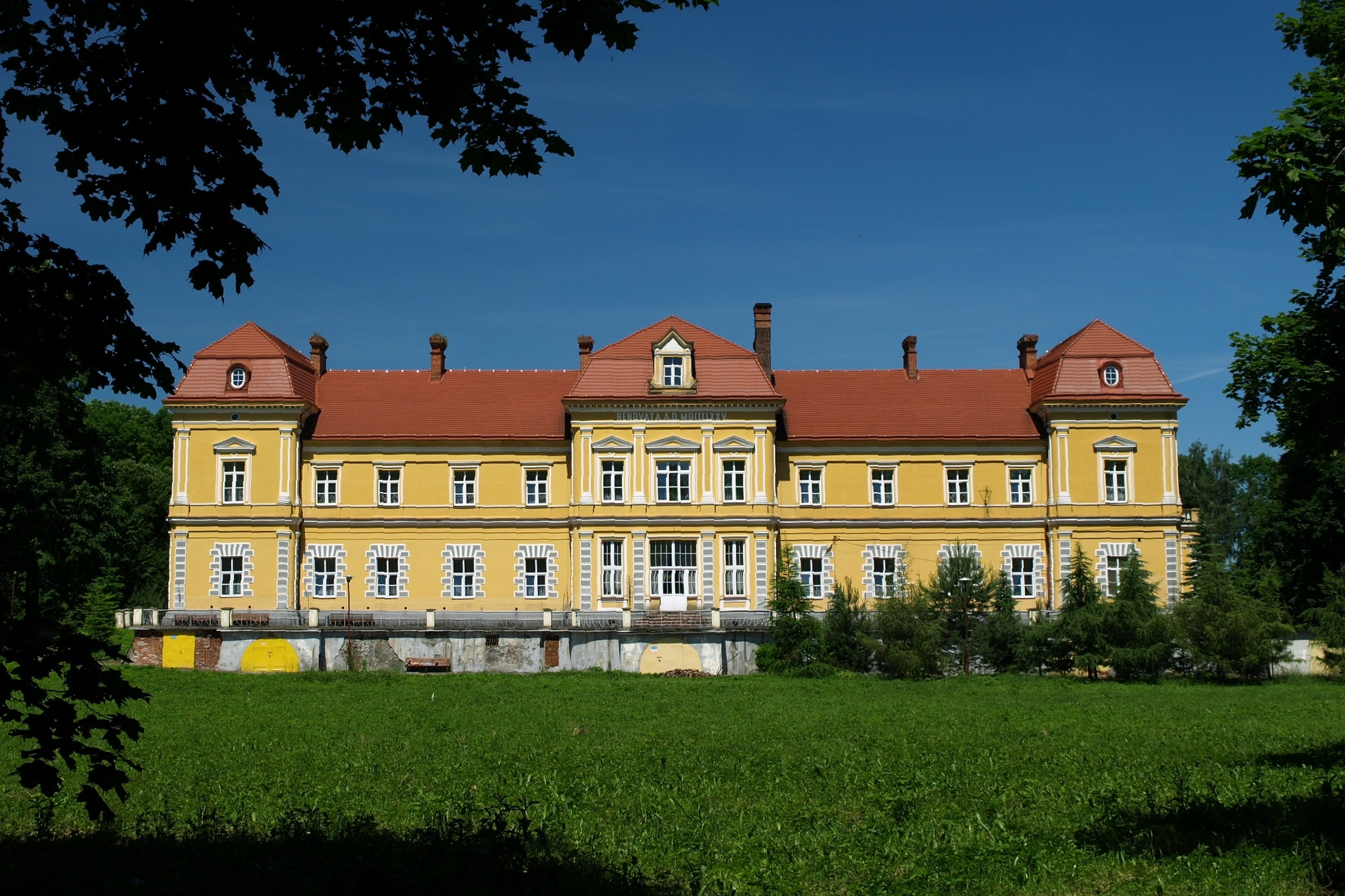
Высоцко - Дворец Замойских из сада
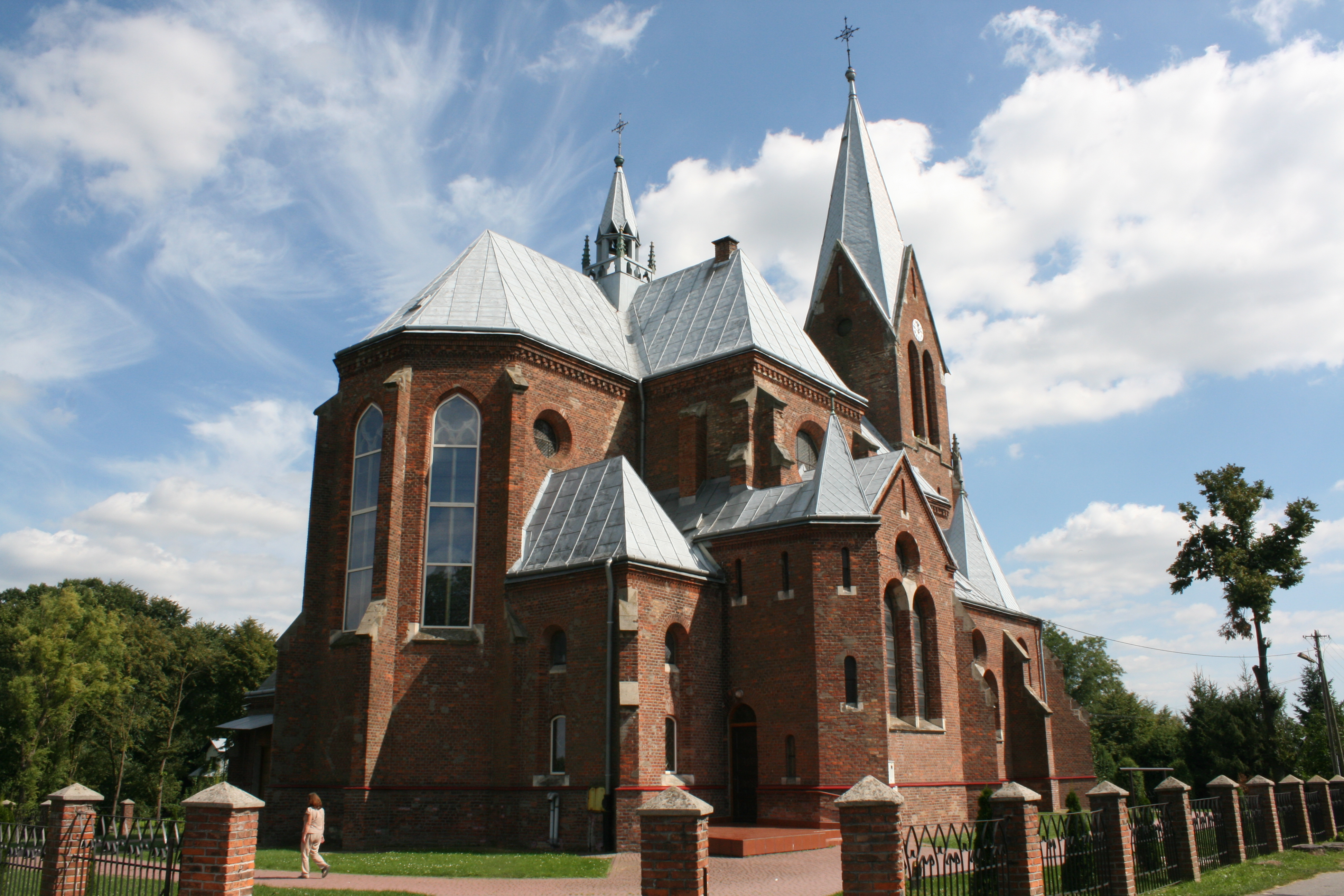
Церковь св. София и Щепан в Лашках